# 시논

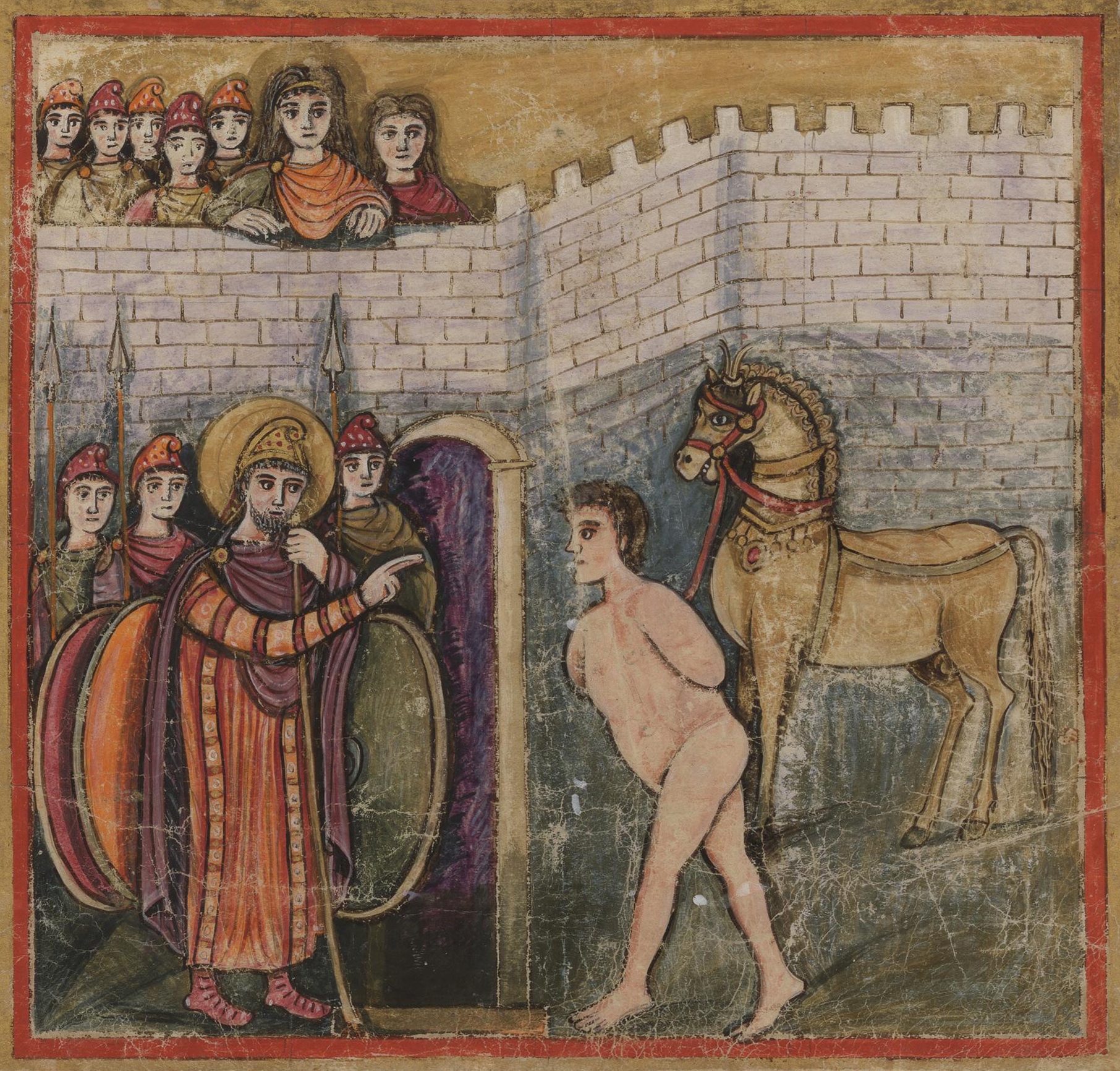
트로이아 성벽 앞에서 포로로 잡힌 시논, 《베르길리우스 로마누스》, 기원전 5세기

그리스 신화에서 시논(그리스어: Σίνων, 동사 "σίνομαι"—시노마이에서 유래, "해를 입히다, 다치게 하다")은 아이시모스(아우톨리코스의 아들), 또는 교활한 시시포스의 아들로, 트로이아 전쟁에 참전한 그리스의 병사였다.

## 아이네이스
《아이네이스》에서 시논은 의도적으로 그리스 군에게 버림받아 트로이아 군의 포로가 되었고, 그리스 군이 남기고 간 거대한 목마가 안전한 귀항을 위해 신에게 바치는 선물이라고 트로이아 군에게 설명하였다. 그는 목마를 너무 크게 만들었기 때문에 트로이아 군이 그것을 도시 안으로 옮길 수 없을 것이며, 만약 옮긴다면 나중에 다가올 아카이아의 침략으로 인한 도시의 함락을 막을 수 있다고 말한다. 트로이아 군은 시온이 오디세우스의 미움을 받아 중상모략으로 인해 죽도록 내버려졌다는 설명과 이전에 있던 자초지종을 모두 듣고 그의 말을 신뢰하게 되었다. 트로이아 군은 카산드라(아폴로에게 예지력을 선물받지만 그의 사랑을 거부해 아무도 예언을 믿어주지 않게 되었다)와 라오콘(뱀 두 마리가 물에서 나와 그와 그의 아들들을 목졸라 죽였는데, 트로이아 군은 이것을 창으로 목마를 공격한 것에 대한 천벌로 보았다)의 반대에도 불구하고 트로이아 목마를 도시에 들였다. 거대한 목마 안에는 그리스 병사들이 있었고, 밤이 되자 목마에서 내려와 도시의 문을 열고 트로이아의 운명을 결정지었다. 시온은 아카이아의 첩자였으며, 목마 안의 병사들이 전투를 시작하도록 신호를 보내 목마의 문을 열었다.